# Isocline

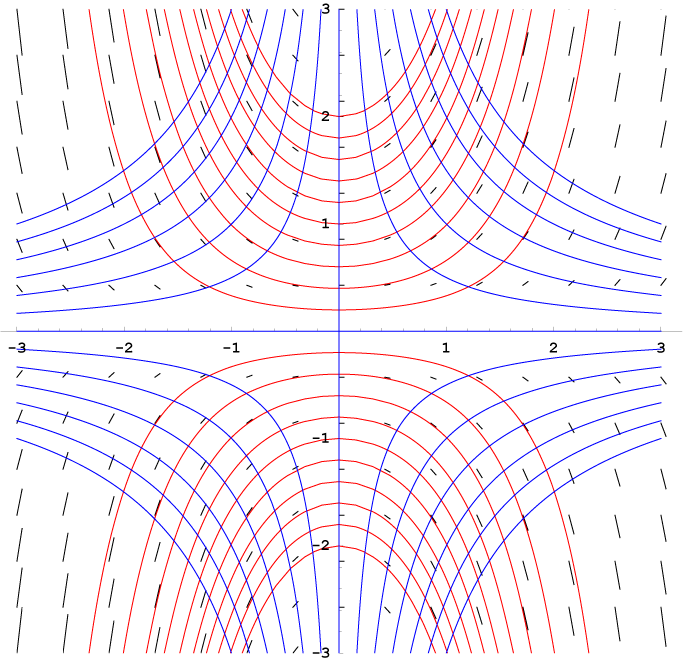
Fig. 1: Isoclines (en bleu), champ de vecteurs (en noir), et quelques courbes solutions (en rouge) de y'=xy

Une isocline est une courbe au long de laquelle les courbes solutions d'une équation différentielle ont la même pente. Ce terme provient des mots grecs ισος pour « égal » et κλίνειν pour « pencher », « incliner » .

## Théorie
Pour l'équation différentielle {\displaystyle y'=f(x,y)}, les isoclines sont les courbes où {\displaystyle f(x,y)} est constante. On obtient donc, en prenant plusieurs constantes, une série de courbes au long desquelles les courbes solutions ont même gradient. On peut alors aisément obtenir le champ de vecteurs (et voir les solutions) en calculant le gradient pour chacune de ces lignes, comme sur la figure 1.

## Applications
En dynamique des populations, c'est l'ensemble des grandeurs de population pour lesquelles le taux de changement, ou dérivée partielle, est zéro, pour une population d'une paire de populations.